# Agnosthaetus aorangi
Agnosthaetus aorangi (лат.) — вид жуков-стафилинид рода Agnosthaetus из подсемейства Euaesthetinae (Staphylinidae). Эндемик Новой Зеландии. Название происходит от имени первого места обнаружения типовой серии (Aorangi Mountains).

## Описание
Мелкие жуки-стафилиниды, длина около 3 мм. Основная окраска красновато-коричневая. Данный вид можно отличить от всех других видов из рода Agnosthaetus по сочетанию полукруглого глаза, узкой дорсальной тенториальной борозды, слабо развитого базального ментального зубца, наличия заднегрудного плеврального гребня, отсутствию микроскульптуры на голове и груди. Эдеагус можно отличить от сходных видов A. imitator и A. orongo по прямым сторонам апикальной части срединной лопасти и короткой апикальной лопасти парамера вместе с парой более крупных апикальных парамеральных щетинок. Крылья отсутствуют. Голова, пронотум и надкрылья гладкие. Глаза крупные (занимают почти половину боковой стороны головы). Усики 11-члениковые. Нижнечелюстные щупики состоят из 4 сегментов, а нижнегубные 3-члениковые. Лабиум с парой склеротизированных шипиков. III—VII-й абдоминальные сегменты без парасклеритов. III-й абдоминальный тергит слит со стернитом, образуя кольцевидный сегмент. Базальный членик задних лапок отчётливо вытянутый и длиннее двух последующих тарзомеров. Обладают формулой лапок 5—5—4.

## Систематика
Вид был впервые описан в 2011 году американским энтомологом Дэйвом Кларком в 2011 году (Clarke, 2011) и включён в состав рода Agnosthaetus. Этот вид больше всего похож на Agnosthaetus orongo.